# سلسو لوئیز گومز
سلسو لوئیز گومز (به پرتغالی: Celso Luis Gomes) مدافع اهل برزیل است که در شهر برزیل و در تاریخ ۲ سپتامبر ۱۹۶۴ به دنیا آمده‌است.
سلسو لوئیز گومز در تیم‌های فوتبال باشگاه فوتبال شیمیزو اس-پالس سابقهٔ حضور دارد.